# Solidarité Kosovo
Solidarité Kosovo est une organisation non gouvernementale française à but humanitaire opérant en faveur de la population chrétienne du Kosovo créée par le militant identitaire Arnaud Gouillon en 2004. Son intervention fait l'objet de controverses. Le réseau d'ONG Balkan Insight estime que son action humanitaire servirait essentiellement de façade à une action politique : promouvoir un discours anti multiculturalisme.
L'organisation a organisé des convois humanitaires et développé des projets d'aide dans les domaines de l'éducation, de l'aide à l'enfance et de l'autonomie alimentaire des enclaves serbes.

## Objet
L'association loi de 1901 est fondée en 2004 pour venir en aide aux Chrétiens serbes du Kosovo à la suite des violences de mars 2004 (en). L'ONG s'occupe d'acheminer dans les enclaves serbes au Kosovo de l'aide humanitaire de premier ordre mais aussi d'organiser des vacances pour les enfants, ainsi que de projets plus pérennes pour la population serbe des ghettosdu Kosovo, comme apporter l'autonomie à des fermes en matériel agricole, l'ouverture d'écoles, la rénovation de monastères et d'églises régulièrement vandalisées par des extrémistes albanais[réf. à confirmer]. L'association se donne pour objectif de secourir les foyers chrétiens en détresse au Kosovo.

## Action
En 2004, l'association intervient avec huit volontaires français à Metohija, au Kosovo.
A partir de 2012, l'ONG organise tous les ans des vacances à la mer pour 42 enfants de Metohija en collaboration avec le diocèse de Raska-Prizren. Des baignades ainsi que des activités artistiques et sportives sont organisées. Les enfants, choisis sur critère sociaux, viennent de villages isolés du Kosovo,,,,.
En 2013, huit bénévoles livrent le 30eme convoi de l'association. Celui-ci contient dix tonnes d'aide dont la valeur dépasse les 80 000 euros.
En 2014, l'ONG, alors soutenue par 8 000 donateurs français, annonce avoir livré depuis ses débuts, 30 convois d'aide d'une valeur d'un million et demi d'euros. Elle compte une trentaine de volontaires participant à 12 projets.
En 2016, l'association offre deux ambulances aux centres de santé d'Istok et Klinë. Elle construit aussi des toilettes pour l'école l'école primaire iladin Popović de Bostane.
En 2017 l'association livre 30 poêles pour chauffer les écoles de Gora, au sud de Metohija, ou 800 élèves sont scolarisés, ainsi que 72 poêles destinés à des familles pauvres,. Elle permet aussi la rénovation d'une école à Gornja Bitinja. Il s'agit alors de la 27eme rénovation d'école. Depuis ses débuts, l'association a aussi construit quatre fermes, une laiterie, une usine de pasteurisation de fruits et légumes, installé plusieurs serres et foré des puits.
En 2018, le fondateur annonce que l'association aurait envoyé, depuis ses débuts, quarante cinq convois humanitaires d’urgence portant plus de quatre cents tonnes d’aliments et d’équipements divers pour une valeur totale de deux millions d’euros. L’association annonce alors avoir 12 000 donateurs réguliers. En avril 2018, l'association finance une ferme à hauteur de 150 000€ afin d'approvisionner notamment les soupes populaires en viande,. En mars de la même année, l'association finance la rénovation d'une école à Suvo Dol. 
En 2019 l'ONG fait don d'un appareil à échographie et d'une imprimante pour développer des radios, aux établissements de santé de Gračanica et Pasjane pour une valeur de 30 000 €.
En 2023, l'association finance à hauteur de 110 000 euros du matériel médical pour les maternités de Gračanica, Kosovska Mitrovica et Pasjana. En décembre de la même année, Solidarité Kosovo distribue 10 tonnes d'aide humanitaire. Ce « convoi de Noël », est réparti dans 18 villages et est composé de fournitures scolaires, de jouets pour enfants, de poêles chauffants et de mobilier. L'association annonce qu'il s'agit du 51e convoi depuis sa création,,.
Début 2024, l'organisation finance la rénovation de l'école primaire Vuk Karadžić à Lepina. En décembre, un autre camion est envoyé pour Noël. Il contient notamment des vêtements, des jouets, des fournitures scolaires, des appareils électroménagers et des produits d'épicerie.

## Controverses
Pour le sociologue Milos Perovic, l'ONG Solidarité Kosovo est une organisation discriminatoire, puisqu'elle se réfère exclusivement à un groupe ethnique ou religieux, ici la minorité chrétienne, en excluant systématiquement les autres.
Le réseau d'ONG Balkan insight (en) accuse Solidarité Kosovo de se servir de l'aide humanitaire comme d'un outil de propagande afin de pousser des idées politiques et rallier l'opinion publique contre le multiculturalisme et l'immigration musulmane, y compris via un discours révisionniste sur le Kosovo. Le même média déclare que moins de la moitié des subventions dont bénéficie Solidarité Kosovo seraient redistribuées en aide humanitaire.
En septembre 2018, le responsable de la mission, Arnaud Gouillon, est arrêté au Kosovo par les gardes frontières albanais et interdit d'entrée sur le territoire du pays. Cette arrestation a lieu le lendemain d'une visite du président serbe Aleksandar Vucic dans le nord du Kosovo qui avait entrainé des protestations antiserbes. Arnaud Gouillon affirme n'avoir reçu aucune justification à son interdiction et avoir porté plainte. Selon le journaliste Elie Guckert, l'arrestation serait lié à des soupçons par les autorités du Kosovo de travailler pour la Russie.

## Liens avec l'extrême droite
En 2016, l'association est qualifiée par StreetPress d'organisation satellite du mouvement identitaire.
En 2017, selon Le Monde, le bracelet « Solidarité Kosovo » est devenu un symbole de ralliement des identitaires.
Plusieurs sources indiquent que Nikola Mirkovic, militant d’extrême droite partisan d’un Kosovo serbe, serait un membre de l'association,.